# Szkoła tybińska
Szkoła tybińska – szkoła teologii protestanckiej związana z Uniwersytetem Eberharda i Karola w Tybindze.
Pierwszy okres związany jest z osobą Gottlieba Conrada Christiana Storra (zm. 1821). W 1830 powstała nowa szkoła, założona przez Ferdinanda Christiana Baura. Pod wpływem Hegla Baur i jego uczniowie poświęcili się badaniom usiłującym ukazać dzieje wczesnego chrześcijaństwa z perspektywy nieustających konfliktów między judeochrześcijanami, chrześcijanami wywodzącymi się z pogaństwa i gnostykami.
Przedstawiciele szkoły tybińskiej opracowali kilka podejść do krytycyzmu biblijnego, które zostały przyjęte przez przedstawicieli szkoły mitologicznej. Jest to na przykład wynajdywanie sprzeczności między różnymi ewangeliami, hipoteza, że Ewangelia Marka była napisana jako pierwsza, późniejsze datowanie niektórych listów Pawła.
W latach 60. XIX wieku szkoła straciła na znaczeniu.